# Doris Abele
Doris Abele es una  bióloga marina  antártica con sede en el Instituto Alfred Wegener (AWI). Dirige el grupo de investigación que trabaja en «Fisiología del estrés y envejecimiento» en invertebrados marinos y también en el programa de ecología, regiones y costas polares en el cambiante sistema de la Tierra (PACES). Es jefa de la Coordinadora Científica de Macroecología Evolutiva del Laboratorio Dallmann.

## Primeros años y educación
Abele recibió su diploma en biología de la Universidad de Düsseldorf en 1984, seguido de un doctorado en biología marina y bioquímica en 1988. Trabajó como investigadora postdoctoral en la Universidad de Bremen en 1989, donde se especializó en investigación de radicales del oxígeno.

## Carrera e impacto
Los intereses de investigación de Abele radican en el envejecimiento fisiológico en  ectotermos, la evolución de genes y genomas, el impacto de los cambios climáticos en el benthos costero antártico y los homólogos de HIF-1 en organismos marinos. Además de sus artículos científicos también ha publicado material de cursos universitarios [1], así como libros.
Desde 2007-2009, coordinó el proyecto IPY_ClicOPEN de «Efectos del cambio climático» en los ecosistemas costeros en la Península Antártica. Desde 2011-13, coordinó el proyecto IMCOAST «Impacto del cambio climático en los ecosistemas costeros antárticos». [12] Desde 2013-2016, trabajó como coordinadora de la «Red de Intercambio de Personal y Capacitación en IMCONet sobre la Modelación Interdisciplinaria del cambio climático en la Antártida costera occidental».
Abele ha dirigido 9 expediciones a la base Carlini, Isla Rey Jorge, en la Antártida, para trabajar en el Laboratorio Dallmann. Dirigió el programa internacional ESF (Fondo Social Europeo), IMCOAST (Impacto del cambio climático en los sistemas costeros antárticos: 2010-2016). Mientras trabajaba para AWI, Abele ha colaborado ampliamente con el British Antarctic Survey. Es la coordinadora de MCONet - Modelado interdisciplinario del cambio climático en la Antártida costera occidental-Red para el intercambio de personal y la capacitación. Además de su investigación, también da conferencias en la Universidad de Bremen.

## Obras seleccionadas
- Husmann, G.; Philipp, E. R.; Abele, D. (2016). «Seasonal proliferation rates and the capacity to express genes involved in cell cycling and maintenance in response to seasonal and experimental food shortage in Laternula elliptica from King George Island». Marine Environmental research 118: 57-68. doi:10.1016/j.marenvres.2016.05.003.
- Sahade, R.; Lagger, C.; Torre, L.; Momo, F.; Monien, P.; Schloss, I.; Barnes, D.K.B.; Servetto, N.; Tarantelli, S.; Tatián, M.; Zamboni, N.; Abele, D. (2015). «Climate change and glacier retreat drive shifts in an Antarctic benthic ecosystem». Science Advances 1: e1500050. Bibcode:2015SciA....1E0050S. doi:10.1126/sciadv.1500050.
- Bers, A.V.; Momo, F.; Schloss, I; Abele, D. (2013). «Analysis of trends and sudden changes in environmental long-term data from King George Island (Antarctica): Relationships between global climatic oscillations and local system response». Climatic Change 116: 789-803. doi:10.1007/s10584-012-0523-4.
- Schloss, I.R.; Abele, D.; Moreau, S.; Demers, S.; Bers, A.V.; González, O.; Ferreyra, G. A. (2012). «Response of Potter Cove phytoplankton dynamics to 19 year (1991-2009) climate trends». Journal of Marine Systems 92: 53-66. Bibcode:2012JMS....92...53S. doi:10.1016/j.jmarsys.2011.10.006.

## Premios y distinciones
Abele recibió el Premio BIOMARIS (Biomaris Research Prize for Promoting Sciences en el estado federal de Bremen) del estado de Bremen en 2013. [17] [18]